# Distretto di Borova
Il distretto di Borova (in ucraino Борівський район?) era un distretto (rajon) dell'Ucraina, situato nell'oblast' di Charkiv. Il suo capoluogo era Borova.
È stato soppresso con la riforma amministrativa del 2020.